# Grand Prix 3
Grand Prix 3 è un simulatore di guida creato da Geoff Crammond e distribuito dalla Microprose nell'estate del 2000 per Microsoft Windows.

## Modalità di gioco
La stagione in cui è ambientato il gioco è quella del 1998 di Formula 1, con i relativi piloti, scuderie, circuiti e regolamenti.
GP3 non differisce molto dal precedente Grand Prix 2, le cui uniche novità sono una migliore grafica, la possibilità di cappottamento delle vetture e le condizioni meteorologiche variabili (nella precedente versione del gioco si poteva gareggiare solo su pista asciutta), mentre il gameplay è rimasto inalterato. Le modalità di gioco sono le stesse di GP2.
Esiste una espansione chiamata Grand Prix 3 - 2000 Season, che permette un ulteriore miglioramento grafico e la possibilità di utilizzare piloti, squadre e circuiti direttamente dalla stagione 2000 di Formula 1.
Grand Prix 3 ha un sequel, Grand Prix 4.

## Piloti e scuderie
| Scuderia                           | #  | Pilota                |
| ---------------------------------- | -- | --------------------- |
| Winfield Williams Mecachrome       | 1  | Jacques Villeneuve    |
| Winfield Williams Mecachrome       | 2  | Heinz-Harald Frentzen |
| Scuderia Ferrari Marlboro          | 3  | Michael Schumacher    |
| Scuderia Ferrari Marlboro          | 4  | Eddie Irvine          |
| Mild Seven Benetton Playlife       | 5  | Giancarlo Fisichella  |
| Mild Seven Benetton Playlife       | 6  | Alexander Wurz        |
| West McLaren Mercedes              | 7  | David Coulthard       |
| West McLaren Mercedes              | 8  | Mika Häkkinen         |
| Benson & Hedges Jordan Mugen Honda | 9  | Damon Hill            |
| Benson & Hedges Jordan Mugen Honda | 10 | Ralf Schumacher       |
| Gauloises Prost Grand Prix Peugeot | 11 | Olivier Panis         |
| Gauloises Prost Grand Prix Peugeot | 12 | Jarno Trulli          |
| Red Bull Sauber Petronas           | 14 | Jean Alesi            |
| Red Bull Sauber Petronas           | 15 | Johnny Herbert        |
| Arrows                             | 16 | Pedro Paulo Diniz     |
| Arrows                             | 17 | Mika Salo             |
| HSBC Stewart Ford                  | 18 | Rubens Barrichello    |
| HSBC Stewart Ford                  | 19 | Jos Verstappen        |
| PIAA Tyrrell Ford                  | 20 | Ricardo Rosset        |
| PIAA Tyrrell Ford                  | 21 | Toranosuke Takagi     |
| Minardi Ford                       | 22 | Shinji Nakano         |
| Minardi Ford                       | 23 | Esteban Tuero         |

## Circuiti
| N. Gara | Gara                         | Circuito                      |
| ------- | ---------------------------- | ----------------------------- |
| 1       | Gran Premio d'Australia      | Circuito Albert Park          |
| 2       | Gran Premio del Brasile      | Circuito di Interlagos        |
| 3       | Gran Premio d'Argentina      | Circuito di Buenos Aires      |
| 4       | Gran Premio di San Marino    | Autodromo Enzo e Dino Ferrari |
| 5       | Gran Premio di Spagna        | Circuit de Catalunya          |
| 6       | Gran Premio di Monaco        | Circuito di Monaco            |
| 7       | Gran Premio del Canada       | Circuit Gilles Villeneuve     |
| 8       | Gran Premio di Francia       | Circuito di Magny Cours       |
| 9       | Gran Premio di Gran Bretagna | Circuito di Silverstone       |
| 10      | Gran Premio d'Austria        | A1-Ring                       |
| 11      | Gran Premio di Germania      | Hockenheimring                |
| 12      | Gran Premio d'Ungheria       | Hungaroring                   |
| 13      | Gran Premio del Belgio       | Circuito di Spa-Francorchamps |
| 14      | Gran Premio d'Italia         | Autodromo di Monza            |
| 15      | Gran Premio del Lussemburgo  | Nürburgring                   |
| 16      | Gran Premio del Giappone     | Circuito di Suzuka            |